# Múscul anconal
El múscul anconal (musculus anconeus) és un petit múscul situat a la part posterior de l'articulació del colze.
Alguns anatomistes consideren l'anconal una continuació del tríceps braquial. D'altres el consideren part del compartiment posterior del braç o bé del compartiment posterior de l'avantbraç.
La seva funció és la d'estendre l'avantbraç, la mateixa funció que té el tríceps braquial. També s'encarrega d'estabilitzar el colze, evitant el pinçament de la càpsula articular i de la membrana sinovial. Per la seva trajectòria en diagonal, pot incloure's entre els músculs pronadors.
El múscul anconal és irrigat per l'artèria col·lateral mitjana de l'artèria braquial profunda. Pel que fa a la innervació el responsable és el nervi radial (arrels cervicals C7 i C8) en el fascicle posterior del plexe braquial.
Embriològicament, l'anconal seria el quart fascicle de l'hipotètic múscul quàdriceps braquial, que finalment no es va unir als altres tres i es va desenvolupar com a múscul independent, en una regió muscular diferent. Va mantenir per tant la innervació i vascularització que és pròpia de l'ulterior múscul tríceps braquial.

## Imatges

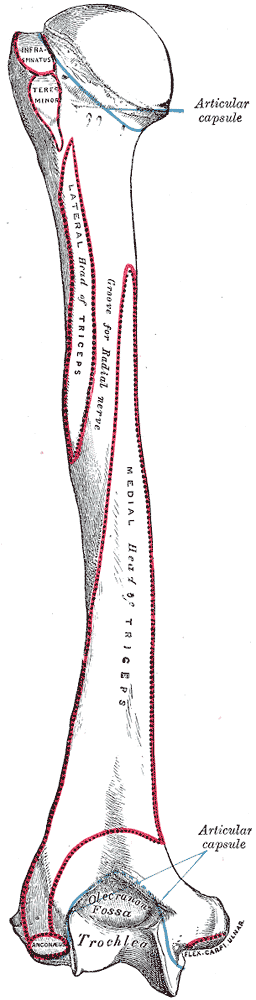
Vista posterior de l'húmer esquerre amb les insercions musculars.
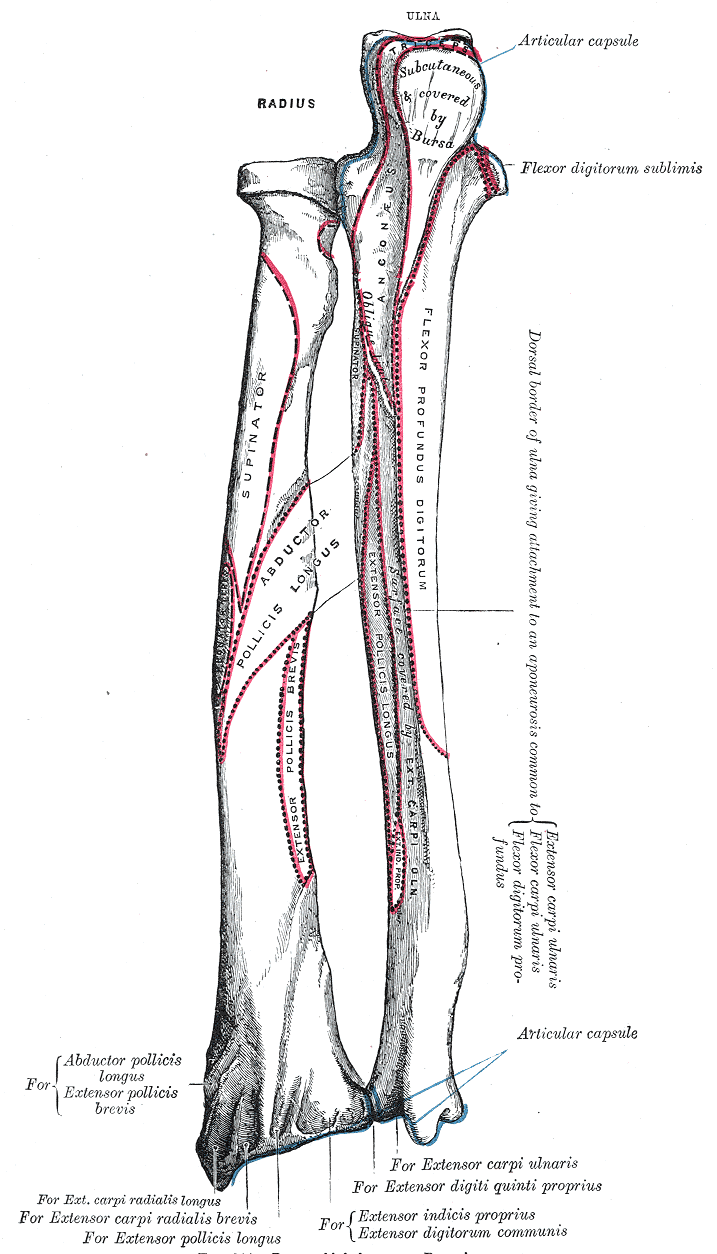
Cara posterior d'ossos d'avantbraç esquerre.
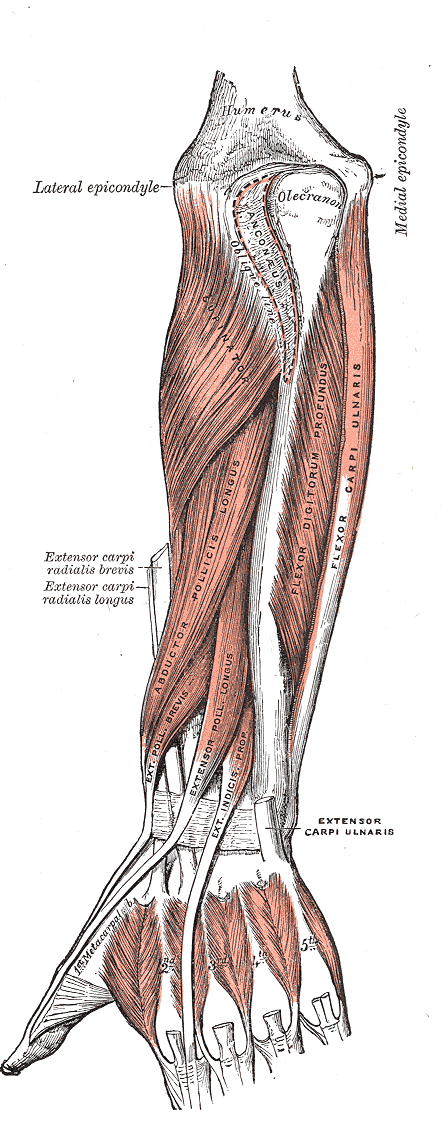
Músculs profunds de la cara posterior de l'avantbraç.
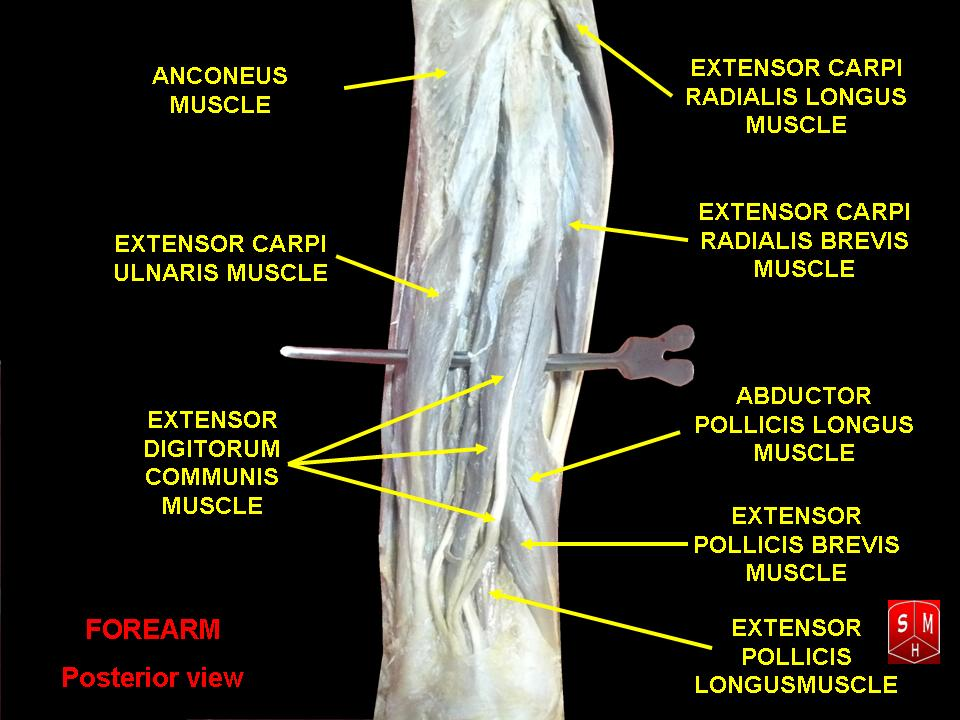
Vista posterior de l'avantbraç.
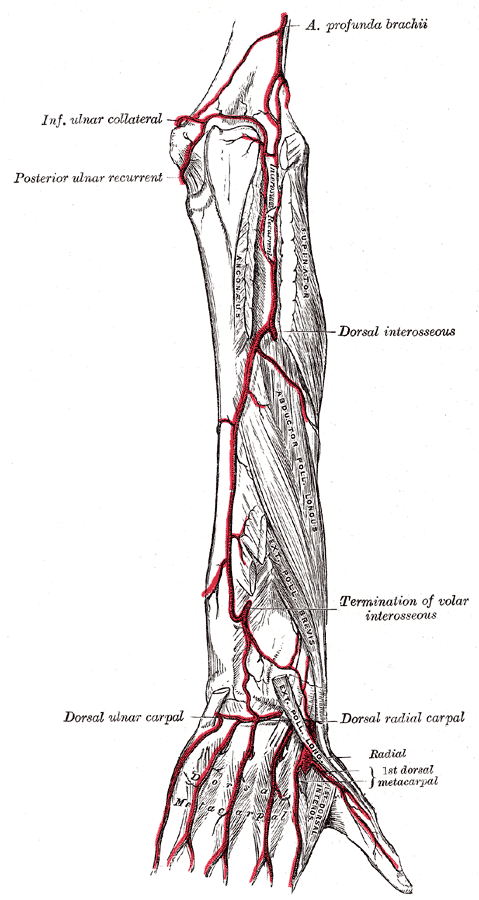
Artèries de la part posterior del braç.
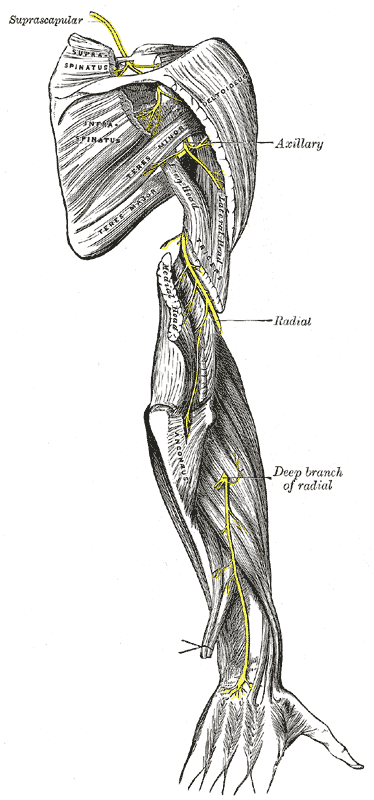
Nervis de la part posterior del braç.
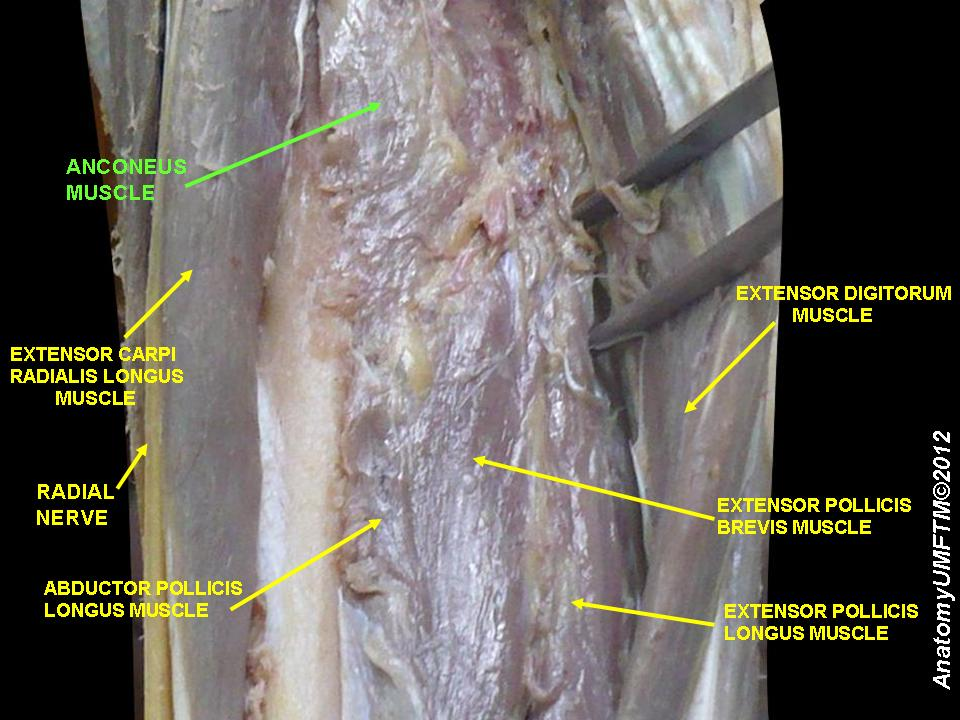
Múscul anconal.
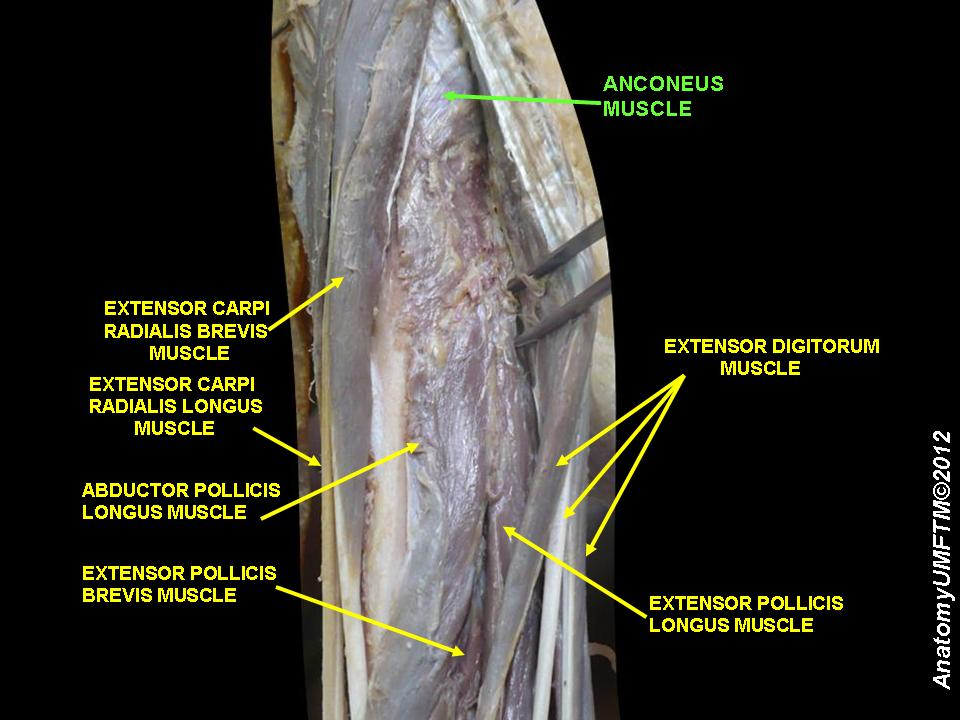
Múscul anconal.
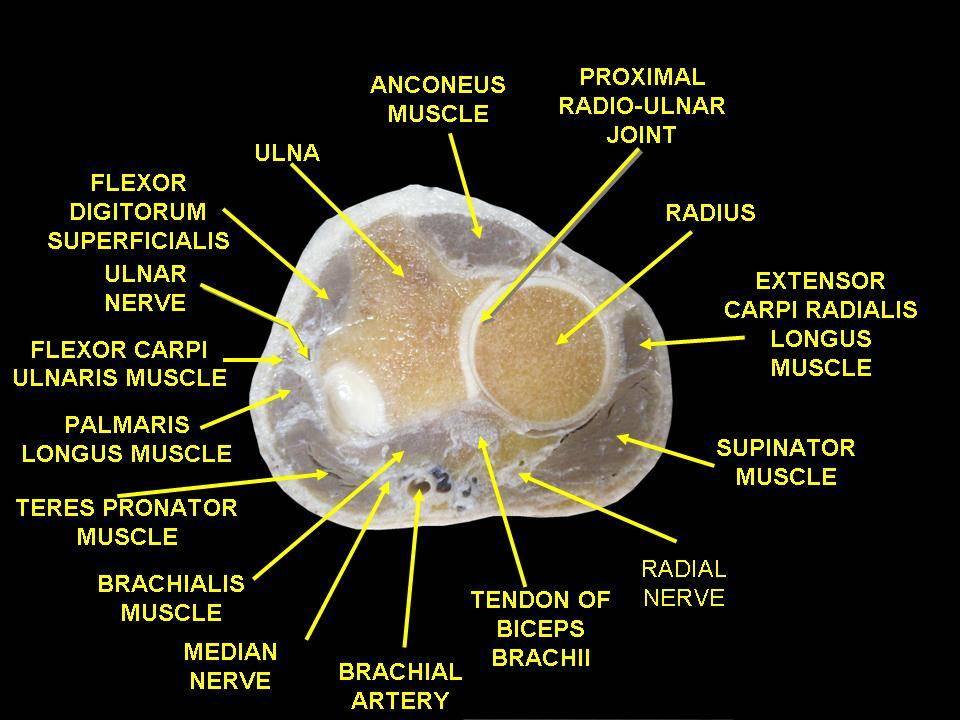
Secció transversal dels músculs de les extremitats superiors.